# 2022년 네팔 지진
2022년 네팔 지진은 2022년 11월 9일 네팔 수두르파스침주 도티구에서 모멘트 규모 Mw5.7의 지진이 발생했다. 이 지진으로 네팔과 북인도 대부분 지역에서 큰 흔들림이 느껴졌다.

## 지질학적 환경
네팔은 인도판과 유라시아판이 충돌해서 주 히말라야 충상단층대(MHT)가 형성되어 만들어진 히말라야산맥 위에 있는 국가이다.
네팔에는 큰 규모의 지진이 자주 발생했다. 1934년에는 코시주 사가르마타 지역에 규모 M8.0의 지진이 발생해서 네팔과 인도 비하르주에서 10,700명 이상이 사망했다. 1988년에는 네팔 동부에서 규모 M6.9의 지진이 발생해 700명 이상이 사망했다. 2015년에는 네팔 중부에서 규모 M7.8의 지진이 발생해 수도 카트만두를 중심으로 8,900명 이상의 사망자가 발생했다.

## 지진
이번 지진으로 네팔, 인도, 중화인민공화국 전역의 4,210만명 이상의 사람이 흔들림을 느꼈다. 이번 지진은 역단층에서 발생했다. 이 지진은 진앙에서 약 400 km 떨어진 인도 수도인 뉴델리에도 느껴졌다.

## 피해

### 네팔
도티구 지역에서 주택 붕괴로 미성년자 4명을 포함한 6명이 주택 붕괴로 사망했다. 또한 12명이 부상을 입었고 이 중 5명이 중상을 입었으며 주택 924채가 붕괴되고 5,186채가 피해를 입었다.

### 인도
우타라칸드주의 루드라푸르에서 한 여성이 공포에 질려 도망가다 부상을 입었다. 알모라구의 반티 마을에서는 여러 주택에 균열이 생겼다. 우타르프라데시주의 스라바스티구에서는 지진으로 여러 주택의 바닥에 균열이 발생했다. 빈가 마을에서는 여러 고택이 갈라지는 사고가 발생했다.

## 11월 12일 여진
11월 12일에는 네팔 바흐장구 지역에서 규모 M5.2의 최대여진이 발생했다. 이전 지진으로 약해졌던 주택이 더 큰 피해를 입었으며 인근의 바이타이구에서는 66세 주민이 공포에 질러 집을 탈출하다 사망했다.

## 같이 보기
- 2022년 지진
- 네팔의 지진 목록
- 인도의 지진 목록